# Jacques de Sève
Pour les articles homonymes, voir De Sève.

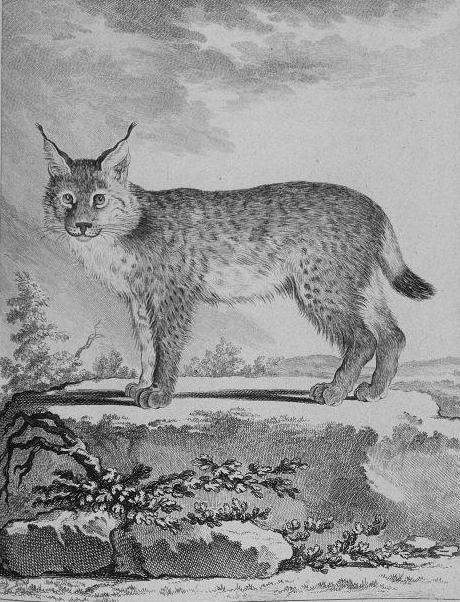
Le Lynx. Illustration de Jacques de Sève pour l’Histoire des Quadrupèdes de Buffon.

Jacques de Sève (Paris, 1715 - Paris, 1795) est un dessinateur, graveur et illustrateur français du XVIIIe siècle dans les disciplines de l'histoire naturelle.

## Biographie
De 1742 à 1788, Jacques de Sève a gravé un grand nombre de vignettes pour illustrer des classiques.
Entre 1759 et 1762, il est l'un des principaux collaborateurs en tant qu'illustrateur à l'Histoire naturelle générale et particulière de Buffon, notamment pour les reptiles et pour les quadrupèdes, suivant les modèles ou croquis fournis par Jean-Baptiste Oudry, Buvée, ou des croquis rapportés par des voyageurs. Il se peut qu'il ait travaillé d'après nature, en se rendant à la ménagerie de Versailles et en assistant à des séances de dissection. Ce que l'on sait moins, c'est que De Sève exécuta pas moins de 2000 dessins, au lavis, à l'encre brune. Chaque dessin, d'après les archives de l’Imprimerie royale qui fut l'éditeur de Buffon, lui était payé 24 livres. Ces dessins seront gravés entre autres par Jean-Charles Baquoy, Heinrich Guttenberg, Louis Claude Le Grand, Marie-Anne Rousselet, veuve Tardieu, soit une dizaine de mains.[réf. nécessaire]
De Sève semble avoir été attaché au Cabinet du Roi, Louis XV ayant personnellement financé sur ses fonds l'entreprise de Buffon.[réf. nécessaire]
On sait qu'il participa à l'ornementation de l'Encyclopédie, puisque des planches furent reprises du livre majeur de Buffon (Pl. VI, 1768).[réf. nécessaire]

## Ouvrages illustrés
- Histoire naturelle, générale et particulière, des Reptiles[2] (t. 85 à 92 ou t. 93 à 100 ? dans la série Histoire naturelle, générale et particulière de Buffon)
- Œuvres de Racine, t. 1, gravures d'après les dessins de Jacques de Sève par Jacques Aliamet, Noël Le Mire, Jean-Charles Baquoy, Juste Chevillet, Jean-Jacques Flipart, Louis Legrand, Louis-Simon Lempereur, Dominique Sornique, Jacques-Nicolas Tardieu, trois tomes, Imprimerie Le Breton, Paris, 1760.

## Famille
Jacques de Sève est le père de Jacques Eustache de Sève (actif avant 1790 - mort en 1830), dessinateur et graveur français du XIXe siècle qui gravait au burin et fut en activité jusque vers 1815. Il aida son père dans la conception de dessins et l'exécution de gravures.[réf. nécessaire]